# Sarah Weddington
Sarah Catherine Ragle Weddington (5. února 1945 Abilene – 26. prosince 2021 Austin) byla americká advokátka, profesorka práv, obhájkyně ženských práv a reprodukčního zdraví a členka texaské Sněmovny reprezentantů Spojených států. Nejvíce se proslavila zastupováním „Jane Roe” (vlastním jménem Norma McCorvey) v přelomovém případu Roe vs. Wade u Nejvyššího soudu Spojených států a byla také první ženou na pozici generální poradkyně amerického ministerstva zemědělství.

## Životopis
Narodila se 5. února 1945 v Abilene v Texasu. Jejími rodiči byli metodisický duchovní Herbert Doyle Ragle a Leny Catherine. Na střední škole byla bubenicí v kapele a byla také předsedkyní metodistického společenství mládeže ve svém kostele, kde hrála na varhany. Také zpívala v kostelním sboru a jezdila na koni. Střední školu dokončila o dva roky dříve a poté absolvovala bakalářské studium angličtiny na McMurryho univerzitě v Abilene. Byla členkou sesterstva Sigma Kappa. V roce 1964 nastoupila na právnickou fakultu Texaské univerzity. Část její motivace souvisela s tím co jí řekl děkan na McMurry College: „Žádná žena z této vysoké školy nikdy nešla na práva. Bylo by to příliš těžké.” Byla jednou z pouhých pěti žen ve třídě 120 studentů právnické fakulty. V roce 1967, během třetího ročníku právnické fakulty, otěhotněla s Ronem Weddingtonem a odcestovala do Mexika na nelegální potrat, což prozradila až v roce 1992. V témže roce získala titul J.D. a promovala ve čtvrtině nejlepších ze třídy.

### Kariéra
Po ukončení studia obtížně hledala práci v právnické firmě. Připojila se ke skupině postgraduálních studentů na Texaské univerzitě v Austinu, kteří zkoumali způsoby, jak napadnout různé protipotratové zákony. Brzy poté navštívila místního advokáta těhotná žena jménem Norma McCorvey, která si přála provedení potrat. Advokát místo toho pomohl McCorvey předat dítě k adopci a poté, co tak učinil ji odkázal na Sarah Weddington a Lindu Coffee. V březnu 1970 podala Weddington a její spoluobhájkyně žalobu na Henryho Wadea, dallaského okresního prokurátora a osobu odpovědnou za prosazování protipotratového zákona. McCorvey se stala stěžejní žalobkyní. Kvůli ochraně své identity byla v právních dokumentech označována jako „Jane Roe”.
V květnu 1970 Weddington poprvé přednesla svůj případ před tříčlenným okresním soudem v Dallasu. Okresní soud souhlasil s tím, že texaské zákony o potratech jsou protiústavní, ale stát se proti tomuto rozhodnutí odvolal a dostal ho až k Nejvyššímu soudu Spojených států. V roce 1971 a znovu na podzim 1972 se Weddington objevila před Nejvyšším soudem. V době svého prvního vystoupení před Nejvyšším soudem jí bylo 26 let a nikdy předtím neobhajovala žádný soudní případ. Její argumentace se opírala o 1., 4., 5., 8., 9. a 14. dodatek a také o předchozí rozhodnutí soudu ve věci Griswold vs. Connecticut, které legalizovalo prodej antikoncepce na základě práva na soukromí.  V lednu 1973 bylo nakonec vyneseno rozhodnutí soudu, které většinou 7:2 zrušilo texaský zákon o potratech a legalizovalo potraty v celých Spojených státech.

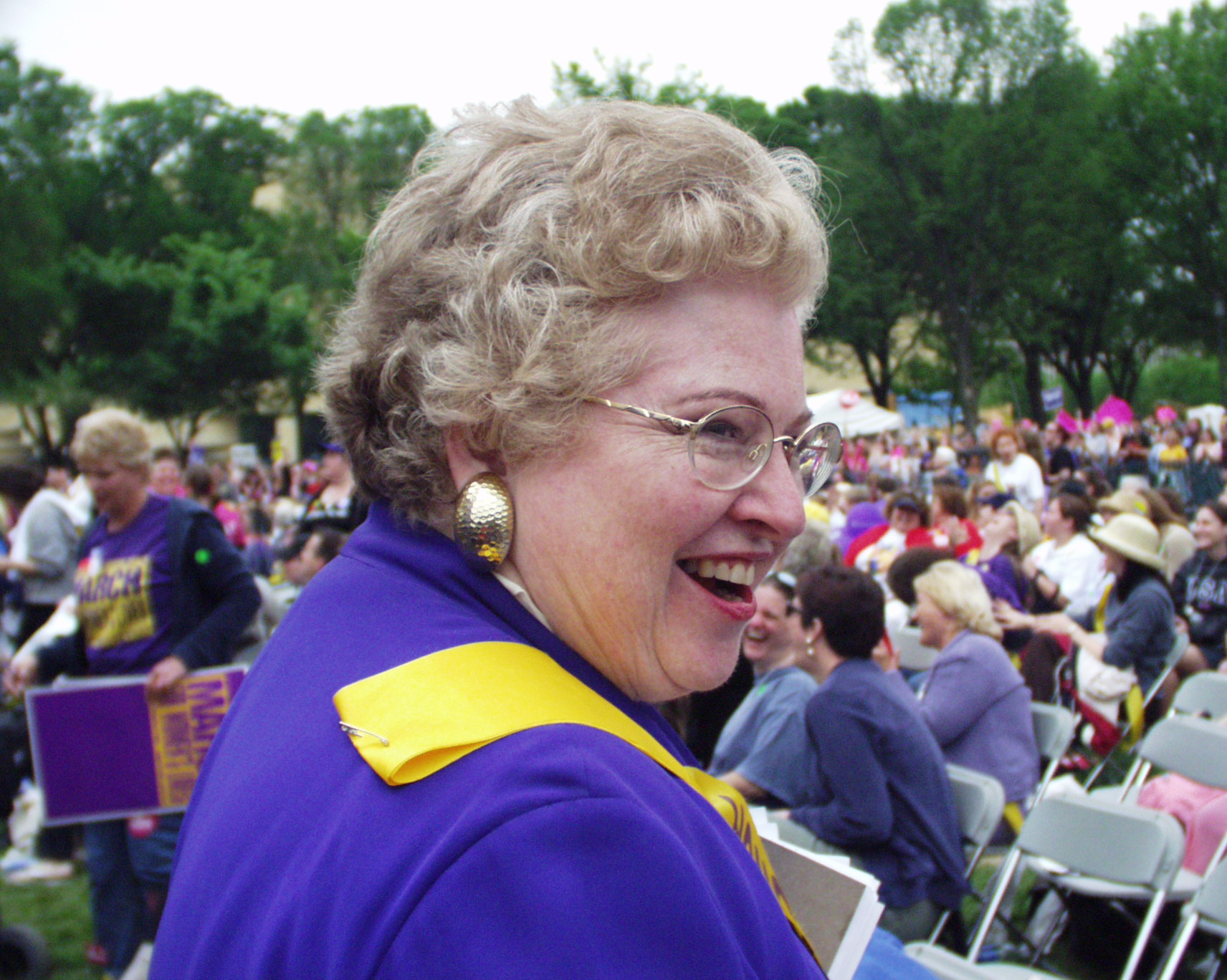
Sarah Weddington ve Washingtonu, D.C. na pochodu za ženská práva v roce 2004

Hlavní žalobkyně, Norma McCorvey, tehdy tvrdila, že byla znásilněna, později však toto tvrzení odvolala a uvedla, že chtěla podstoupit potrat z ekonomických důvodů. V průběhu soudního sporu ve věci Roe vs. Wade porodila a dala dítě k adopci. Znásilnění nebylo nikdy předmětem sporu ani rozhodnutí Nejvyššího soudu. V projevu na Institutu pro etiku ve vzdělávání v Oklahomě v roce 1993 Weddington hovořila o tom, jak Normu McCorvey během soudního procesu prezentovala: „Mé chování možná nebylo zcela etické. Ale dělala jsem to z důvodů, které jsem považovala za dobré.” V rozhovoru pro časopis Time v roce 2018 řekla, že McCorvey byla „proměnlivá osoba”, a dodala: „Problém, který jsem měla, bylo snažit se rozlišit, kdy mluví pravdu a kdy ne … Při přípravě materiálů, které byly předloženy soudu, jsem si dávala velký pozor, abych tam uvedla jen věci, o kterých jsem si byla jistá, že jsou přesné.”
V roce 1989 Sarah Weddington ztvárnila Amy Madigan v televizním filmu Roe vs. Wade. V roce 1992 Weddington shrnula své zkušenosti s tímto případem a rozhovory s lidmi, kteří se na něm podíleli, do knihy s názvem A Question of Choice (Otázka volby).
V době, kdy bylo v lednu 1973 rozhodnuto v případu Roe vs. Wade, byla Weddington zvolena do texaské Sněmovny reprezentantů a následně byla zvolena znovu na další dvě funkční období.
V roce 1977 se zúčastnila historické Národní konference žen v Houstonu jako texaská delegátka, která hovořila o rezoluci týkající se reprodukční svobody žen.
V roce 1977 si vláda amerického prezidenta Jimmyho Cartera vybrala Weddington na ministerstvo zemědělství Spojených států a v letech 1978–1981 působila jako jeho asistentka.
V letech 1981–1990 přednášela na Texaské ženské univerzitě a byla zakladatelkou Weddington Center. Do roku 2012 působila také jako přednášející na Texaské univerzitě v Austinu.

### Soukromí
V letech 1968–1974 byla vdaná za Rona Weddingtona. Po rozvodu žila nadále sama v Austinu v Texasu.
Zemřela ve svém domě v Austinu 26. prosince 2021 ve věku 76 let, po období zhoršujícího se zdravotního stavu. Zpravodajství poznamenalo, že k jejímu úmrtí došlo krátce poté, co Nejvyšší soud USA vyslechl ústní argumenty ve věci Dobbs v. Jackson Women's Health Organization, případu přehodnocení – a nakonec zrušení – rozhodnutí Roe v. Wade.

## Ocenění
Byla držitelkou čestných doktorátů z univerzit McMurry University, Hamilton College, Austin College, Southwestern University a Nova Southeastern University.